# 巴雷島
巴雷島是蘇格蘭的島嶼，位於斯卡帕灣東邊，南羅納德賽島以北的大西洋海域，屬於奧克尼群島的一部分，長5公里、寬3公里，面積9.03平方公里，最高點海拔高度8米，2001年人口357。
58°51′5″N 2°56′6″W / 58.85139°N 2.93500°W